# Kanton Mézières-en-Brenne
Kanton Mézières-en-Brenne (francouzsky Canton de Mézières-en-Brenne) je francouzský kanton v departementu Indre v regionu Centre-Val de Loire. Tvoří ho osm obcí.

## Obce kantonu
- Azay-le-Ferron
- Mézières-en-Brenne
- Obterre
- Paulnay
- Sainte-Gemme
- Saint-Michel-en-Brenne
- Saulnay
- Villiers